# Drepanosticta elongata
Drepanosticta elongata là loài chuồn chuồn trong họ Platystictidae. Loài này được Wilson & Reels mô tả khoa học đầu tiên năm 2001.